# Нестреляные патроны
«Нестреляные патроны» (арм. Չկրակված փամփուշտներ — Чкраквац пампуштнер) — художественный фильм с документальными кадрами кинокомпании Арменфильм, режиссёр Самвел Тадевосян. Снят в 2005 году, вышел на экраны в мае 2006 года.

## Сюжет
Сюжет основан на реальных событиях. Действие происходит в Нагорном Карабахе, во времена Первой карабахской войны 1991—1994 года. Агван Минасян — двадцатитрёхлетний юноша, поэт, член Союза писателей Армении — покидает дом и присоединяется к добровольческому отряду, который возглавляет его брат Ашот. В одном из сражений Агван получает смертельное ранение и погибает. Сюжетная линия строится на рассказе Ашота о своём погибшем брате председателю союза поклонников его поэтического творчества.
В фильме использовано большое количество документальных кадров.

## В ролях
В фильме снялось 130 человек, среди которых нет ни одного профессионального актёра. Все исполнители ролей — участники Первой карабахской войны, за исключением роли Агвана Минасяна, которую исполнил студент.

## Фестивали и награды
- Фильм был показан на международном кинофестивале «Золотой абрикос»[1].